# Ella (canción de Álvaro Soler)
«Ella» es una canción y sencillo del cantautor hispano-alemán Álvaro Soler. Es el segundo sencillo extraído de su segundo disco de estudio Mar de Colores. El tema Ella se estrenó en ITunes y en las plataformas de streaming el 17 de agosto de 2018, tres semanas anteriores al lanzamiento del disco Mar de Colores el 7 de septiembre, y salió en la radio más tarde, es decir el 13 de noviembre. La letra de la canción Álvaro la compuso al estar de gira, y la producción del tema se hizo entre Miami y Berlín.

## El vídeo musical
El vídeo musical oficial para Ella se publicó en Youtube, en el canal Álvaro Soler Vevo, el viernes 17 de agosto simultáneamente al estreno mundial en plataformas de venta digital. El vídeo se grabó entre Marostica, Barcelona y Bilbao, el telón de fondo siendo las bellas localidades donde tuvieron lugar los conciertos de Álvaro durante su gira veraniega por Italia y España.

## Formatos

### Descarga digital
Ella - Single - 3:32 

### Álbum Mar de Colores
Ella - Tema - 3:32  